# Gut Jersbek

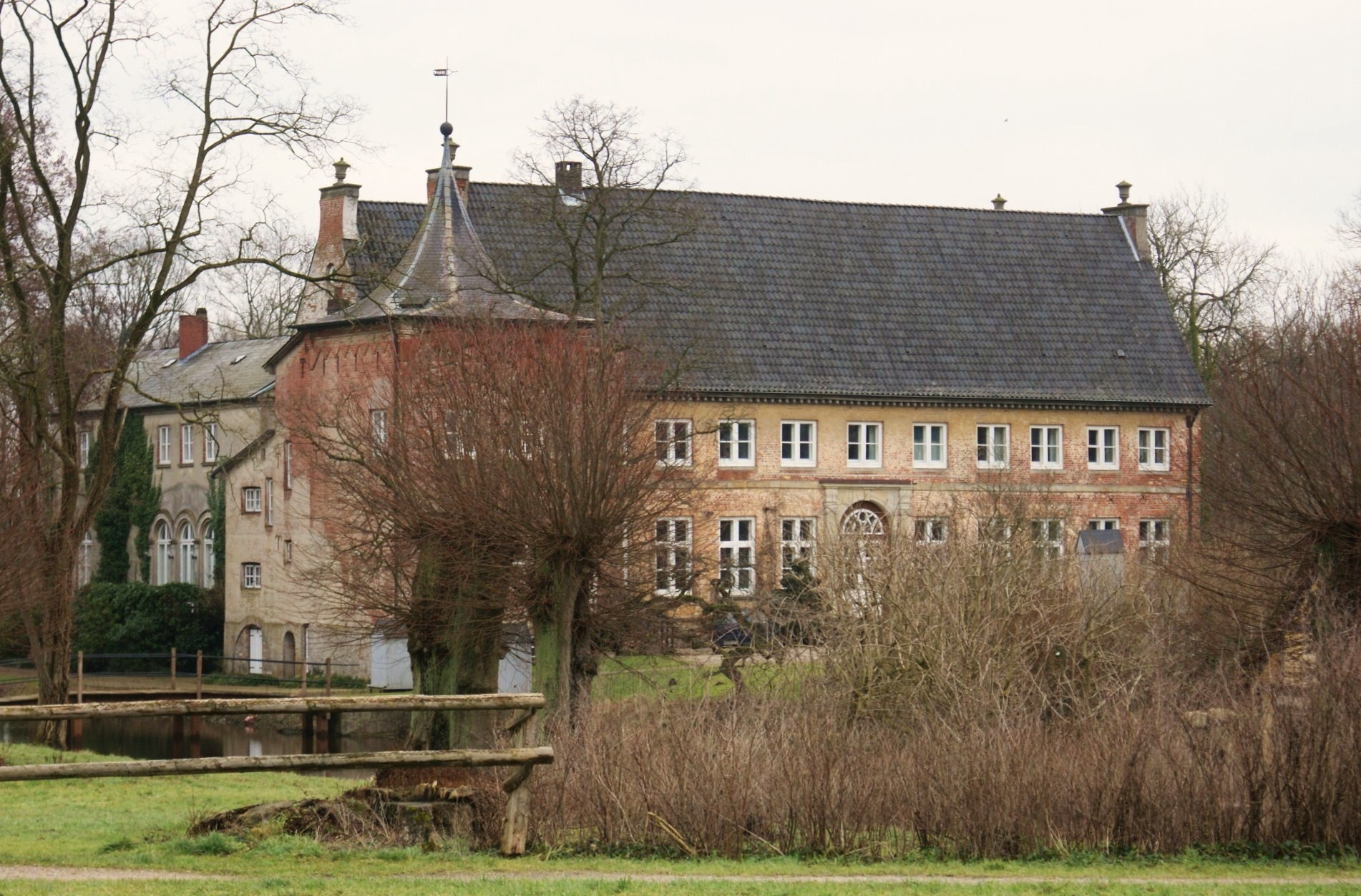
Das Jersbeker Herrenhaus

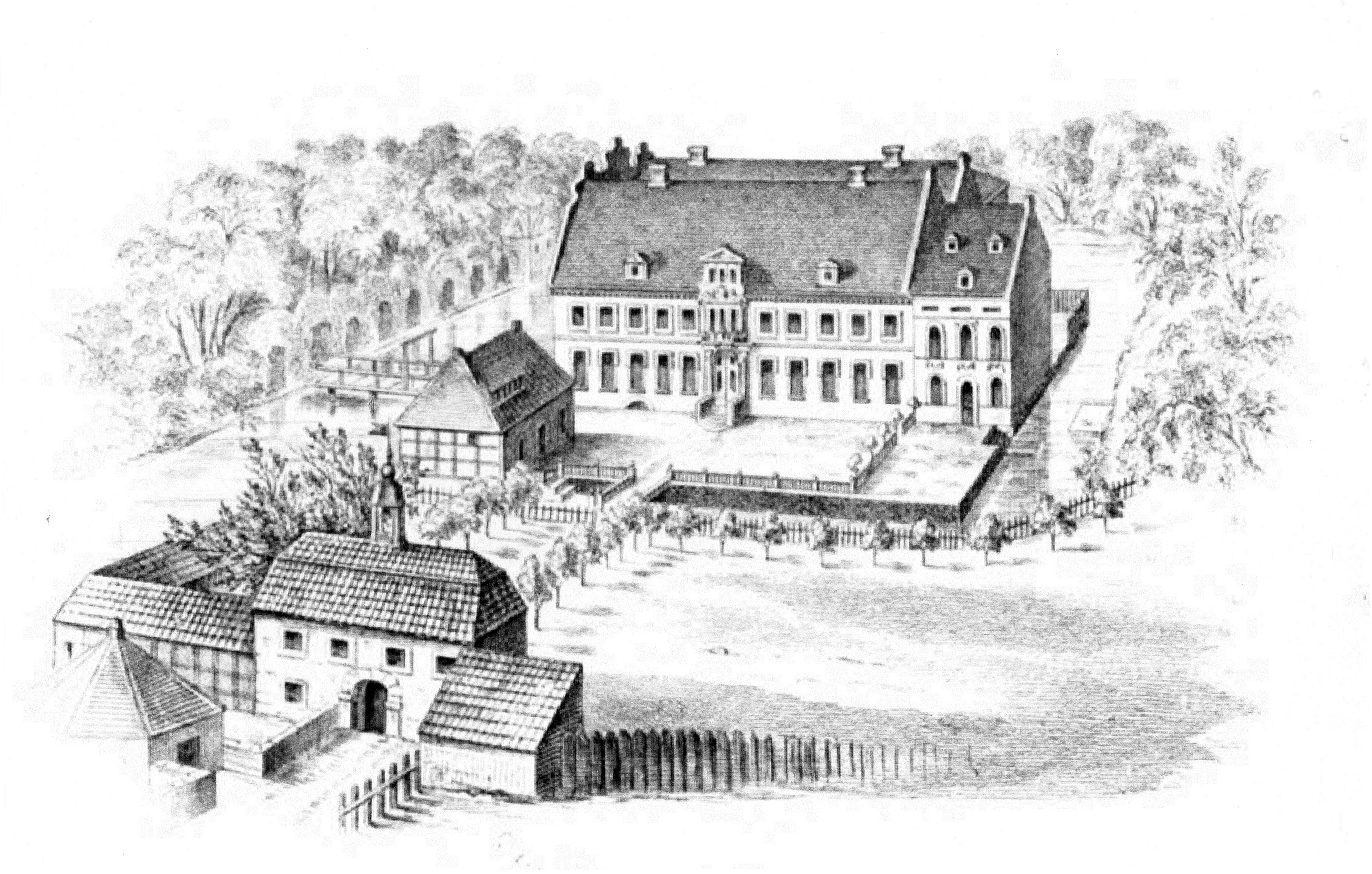
Gutshaus Jersbek um 1747

Das Gut Jersbek liegt in Jersbek in Schleswig-Holstein, ca. 20 Kilometer nordöstlich von Hamburg. Es wird seit dem 16. Jahrhundert bis in die Gegenwart bewirtschaftet und befindet sich im Privatbesitz. Der in seiner Grundstruktur erhaltene Barockgarten des 18. Jahrhunderts gehörte einst zu den bedeutendsten Anlagen dieser Art in Schleswig-Holstein und ist als Natur- und Kulturdenkmal für Besucher geöffnet.

## Die Geschichte des Gutes Jersbek

### Entstehung, Größe und Entwicklung des Gutes seit 1588
Die Güter Jersbek und Stegen, im Nordosten Hamburgs bei Bargteheide gelegen, sind 1588 nach dem Tod des Gutsherren Jasper von Bockwolde (* um 1519 bis † 24. Februar 1587) aus einer Erbteilung des im 16. Jahrhundert ca. 12.000 ha großen Gutes Borstel entstanden. Nach dem Erbvertrag gehörten dazu die Dörfer Bargfeld, Elmenhorst, Nienwohld, Rade, Wulksfelde und „die Stegen“. Die Güter blieben in mehr als vierhundert Jahren – anders als viele schleswig-holsteinische Güter – überwiegend im Erbgang und durch Heirat im Eigentum von sieben Familien (von Buchwaldt, von Ahlefeldt, von Oberg, von Cossel, Thierry, von Reventlow und von Bethmann Hollweg), wobei die Güter nur 1774, 1819, 1840 und 1924 (nur Gut Stegen) verkauft wurden. Dies zeigt, dass die jeweiligen Gutsherren die Güter mehr oder weniger wirtschaftlich gut geführt haben, sodass Zwangsverkäufe aus finanziellen Gründen die Ausnahmen waren. Das mag vielleicht auch der Grund dafür sein, dass das im Landesarchiv in Schleswig lagernde Jersbeker Gutsarchiv so gut erhalten geblieben ist.

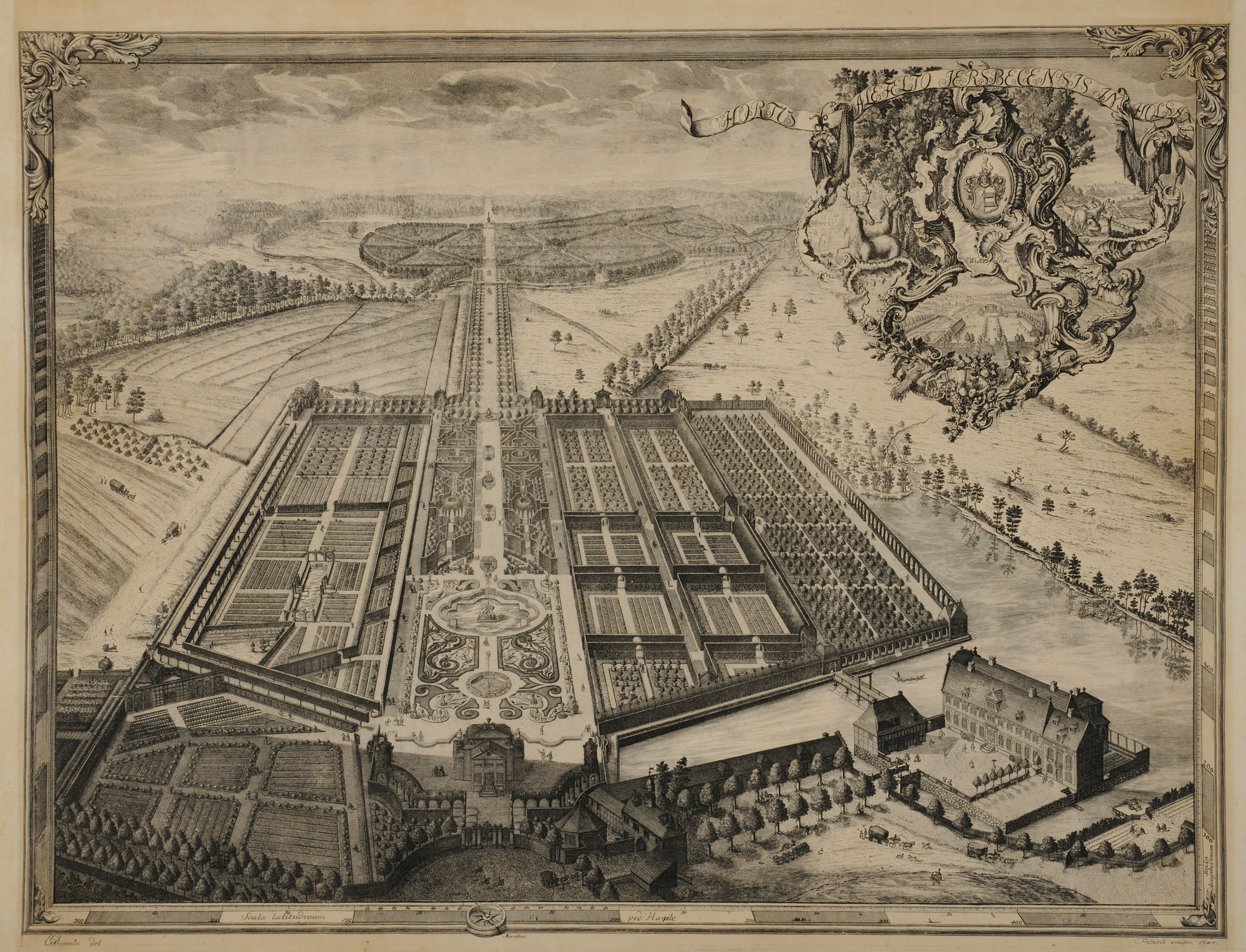
Die Parkanlage um 1747. Mittig im Vordergrund das Lustschlösschen, am Rondell davor das Torhaus und rechts das große Herrenhaus

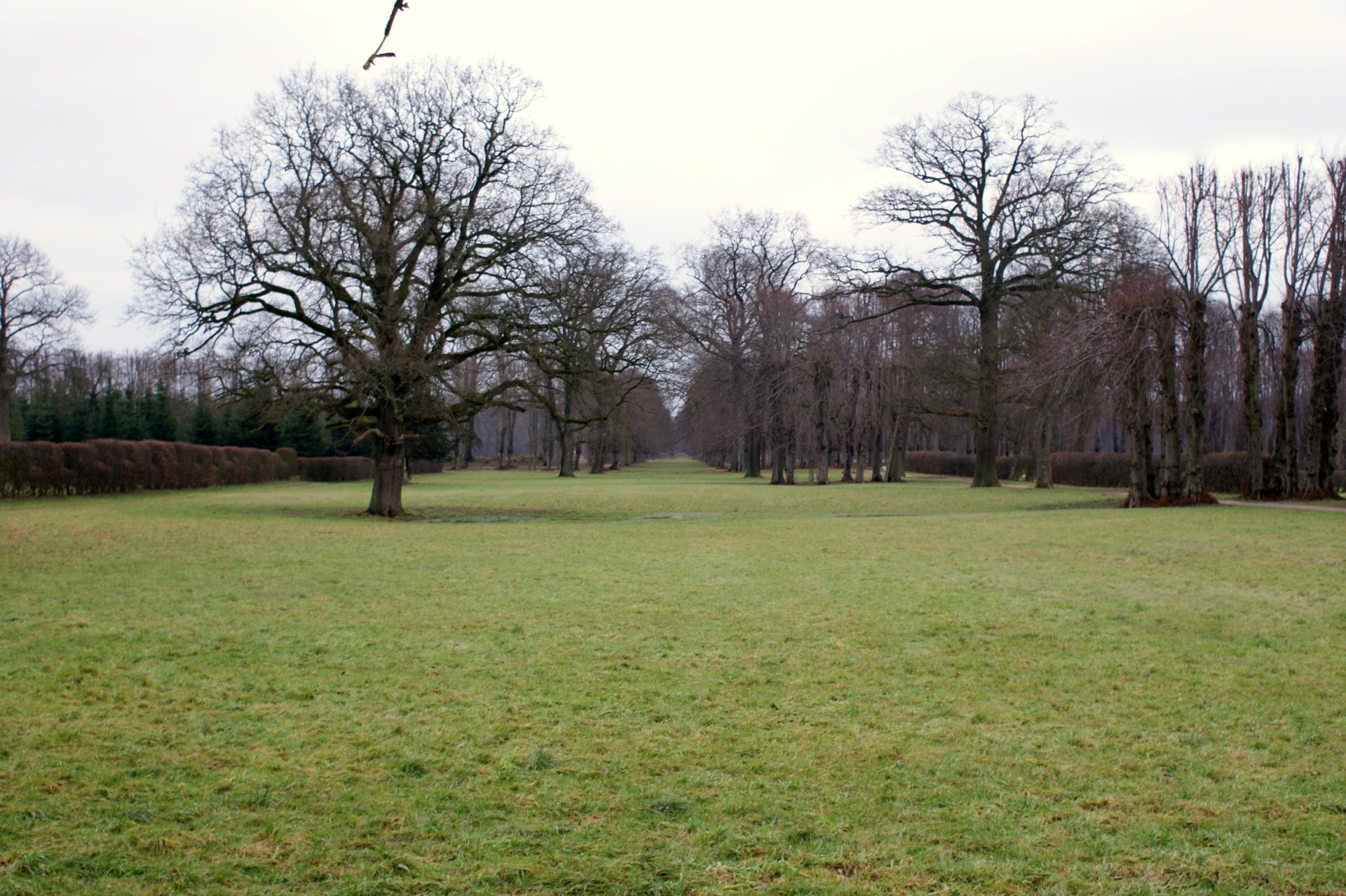
Blick vom Standort des einstigen Pavillons durch den Garten Richtung Hauptachse

Benedikt von Ahlefeldt ließ – wie zuvor sein Vater Hans Hinrich von Ahlefeldt auf Gut Seestermühe – in den Jahren nach 1726 in Jersbek neben die vorhandene Gutsanlage mit Herrenhaus und Wirtschaftsgebäuden einen rund 8,8 ha großen prächtigen Garten im französischen Stil anlegen und vermutlich 1740 fertigstellen. Sein Sohn Adolf Jasper von Ahlefeldt († 1761) und später dessen Neffe Benedikt Wilhelm Georg von Oberg trieben die Güter Jersbek und Stegen aber innerhalb von nur zwanzig Jahren in den Ruin, sodass sie verkauft werden mussten. Bendix Wilhelm von Oberg verkaufte zunächst am 20. Februar 1771 den bisherigen Meierhof, das spätere Gut Wulksfelde, an den Inspektor J. H. Schaeffer in Wulksfelde für die Summe von 26.000 Reichstalern, am 18. Januar 1772 den 230 Tonnen großen Meierhof Mönkenbrook und zur Leistung der Hofdienste vier Hufenstellen in Elmenhorst nebst der Rokshorstkate und der Siebenberger Kate an den Kammerrat Otto Bendix Jahn für die Summe von 13.000 Reichstalern sowie am 10. März 1774 den restlichen Teil der Güter an Paschen von Cossel.
Die Güter gingen dann 1819 für den Kaufpreis von 257.600 Reichstalern von Eberhard Christopher von Cossel an den Hamburger Kaufmann Carl Ludwig Thierry und von dessen Sohn Johann Ludwig Thierry 1840 für 215.000 Reichstaler an Theodor von Reventlow über. Dieser ließ diese testamentarisch in Fideikommiss umwandeln. Am 2. August 1924 verkaufte sein Enkel Theodor von Reventlow das 243,4598 ha große Gut Stegen (ohne Schierenhorst, aber einschließlich der beim Hof Stegen gelegenen kleineren Waldstücke) für 340.843,72 Goldmark an die Alsterdorfer Anstalten in Hamburg. Nach der Trennung der Güter Jersbek und Stegen am 17. November 1924 war das Gut Jersbek noch 1.145 ha (4.580 Morgen) groß.
Durch das preußische Reallasten-Ablösungsgesetz vom 3. Januar 1873 erhielten die Bauern die bisherigen Erbpachtstellen zu Eigentum, sodass sie von der Jersbeker Gutsherrschaft unabhängig wurden. Die Leibeigenen durften seit alters her ihren Torf aus der zu ihrer Hofstelle gehörigen Torfkuhle auf dem Nienwohlder und Wiemerskamper Moor als Brennmaterial (nur) für den häuslichen Bedarf stechen. Die Moorparzellen gingen in Form der Torfstichgerechtsame bei der Reallastenablösung als mit dem Hof verbundene „Feuerstelle“ ebenfalls auf die bisherigen Erbpächter über. Einige Freiweiden waren bereits in den Jahren 1820/30 auf Grund freier Vereinbarungen abgelöst worden. Die Weidegerechtigkeit auf den verbliebenen Freiweiden bei Bargfeld und Nienwohld wurde aufgrund des Gesetzes vom 17. August 1876 zwischen dem Gutsherrn und den Berechtigten aufgeteilt. Nach dem Zweiten Weltkrieg mussten die vielen Flüchtlinge mit Siedlungsstellen versehen werden, wozu eine Zwangsenteignung von Grund und Boden der schleswig-holsteinischen Güter vorgesehen war. Um der drohenden Enteignung entgegenzuwirken, machte die „Arbeitsgemeinschaft des Grundbesitzes e. V. in Kiel (AdG)“ der schleswig-holsteinischen Landesregierung am 13. April 1949 das Angebot einer freiwilligen Landabgabe von 30.000 ha aus Mehrfachbesitz. Elisabeth Gräfin von Reventlow auf Gut Altenhof – als Mehrfachbesitzerin – verkaufte mit Vertrag vom 5. November 1949 473 ha und die drei letzten Erbpachtstellen des Gutes (u. a. die Gaststätte „Fasanenhof“) an die Schleswig-Holsteinische Landgesellschaft m.b.H. als Siedlungsträgerin sowie 104,5 ha ehemaliges Pachtland nebst sämtlichen Wirtschaftsgebäuden auf der so genannten Insel in Jersbek an Albert Nissen zu Eigentum.
Wohl kaum eine Zeit brachte so viele einschneidende Veränderungen für die schleswig-holsteinischen Güter wie das 19. Jahrhundert, nämlich Aufhebung der Leibeigenschaft (1805), Abschaffung der Patrimonialgerichtsbarkeit, Auflösung der Adeligen Güterdistrikte, Schaffung von Landgemeinden und Ablösung der Reallasten. Das 20. Jahrhundert war für die schleswig-holsteinischen Güter von der Beseitigung des Schulpatronats, Auflösung der Gutsbezirke und Enteignung nach dem Siedlungsgesetz geprägt. Die Größe des Gutes Jersbek (incl. Stegen) verringerte sich in dieser Zeit von ca. 3.800 ha über 1.145 ha (nach dem Verkauf von Gut Stegen) auf heute nur noch ca. 550 ha (überwiegend Forst).

### Gutsbewirtschaftung
Das Adelige Gut Jersbek gehörte zum Itzehoer Güterdistrikt. Die Gutsbesitzer waren privilegiert und führten im Herzogtum Holstein ein gewisses Eigenleben. Als kleiner „Staat im Staat“ übte der Gutsherr bis zur Trennung von Gericht und Verwaltung nach 1864 nicht nur die eigene (niedere) Gutsgerichtsbarkeit (Patrimonialgerichtsbarkeit) über seine Grundhörigen, sondern das gesamte (Amts-) Gerichts-, Ordnungs-, Polizei- und Sozialwesen aus. Dies endete erst mit der Übernahme durch Preußen 1867.
Die leibeigenen Hufner bewirtschafteten die ihnen von der Gutsherrschaft zur Verfügung gestellten Bauernfelder mit angestellten Knechten und Mägden. Die Bewirtschaftung der Hoffelder (= gutsherrschaftliche Eigenwirtschaft) erfolgte wiederum mit Hilfe der Hand- und Spanndienste, nämlich der Arbeitskraft und Fuhrwerke der leibeigenen Untertanen („Teilbetriebs-Wirtschaft“). Zu den Handdiensten zählten die Feld- und Gartenarbeit, Wegebesserungen, Begrabung (Drainage), Gebäudeabbruch und -errichtung, Reinigung des Mühlengrabens und des Sülfelder Kirchenbrunnens sowie die Weiterbeförderung der für die Gutsherrschaft bestimmten Briefe von und nach Jersbek. Die Spanndienste bestanden in der Arbeit mit dem Pferdegespann beim Pflügen, Säen und Ernten, aber auch aus Frachten, (Bau-) Holz-, Torf-, Jagd- und (im September) Fischfuhren, Kutschfahrten und Vorspanndiensten.
Paschen von Cossel hat ab 1785 und damit 20 Jahre vor der offiziellen Aufhebung zum 1. Januar 1805 die Leibeigenschaft sowie den Hoffrondienst abgeschafft (die Einwohner von Nienwohld sträubten sich noch bis 1795 dagegen) und in den Jahren 1785–1795 die gesamten vorhandenen Bauernstellen in Erbpachtstellen umgewandelt, nachdem bereits seit 1780 einige Zeit-Pachtstellen mit Gutsuntertanen bestanden hatten. Es entstand jedoch auch eine große Zahl neuer Stellen, zum Teil durch Verkleinerung bisheriger Hufen, zum Teil auch durch viele neue Stellen im Viertbruch, Bargfelder und Nienwohlder Rögen usw. Vor allem aber schuf Paschen von Cossel eine ganze Reihe neuer Bauernstellen aus den zu Jersbek und Stegen gehörenden Hoffeldern („Parzellisten“).

### Jersbeker Gutsherren
Die Gutsherren der Güter Jersbek und Stegen waren:
Familie von Buchwaldt
- Hans von Buchwaldt, † 1610; Jasper von Buchwaldt, * 1591 – † 1629
- dessen Witwe Anna von Buchwaldt geb. Wensin (bis 1645), * 1596/1597 – † 1674
- Hans Adolph von Buchwaldt, * ca. 1620 – † 16. März 1695
- Jasper von Buchwaldt, * 31. August 1650 – † 1. Halbjahr 1705

Familie von Ahlefeldt
- Benedikt von Ahlefeldt, * 11. November 1678 – † 10. Juni 1757 Uetersen (⚭ am 30. Juni 1704 mit Anna Margaretha von Buchwaldt, * 26. Juni 1678 – † 5. September 1730 Jersbek)
- Adolf Jasper von Ahlefeldt, * 29. August 1712 Hamburg – † 3. Dezember 1761

Familie von Oberg
- Bendix Wilhelm Georg Baron von Oberg (von 1761 bis 1774), * 27. März 1748 Hamburg – † 10. Oktober 1819 Schwicheldt

Familie von Cossel
- Paschen von Cossel (ab 1774), * 21. Dezember 1714 Anklam – † 17. Januar 1805 Jersbek
- Eberhard Christopher von Cossel (von 1805 bis 1819), * 25. März 1753 – † 15. Juni 1832 Reinbek

Familie Thierry
- Carl Ludwig Thierry (ab 1819), * 28. Juli 1766 in Hannover – † 6. Juli 1827 in Dockenhuden
- Johann Ludwig (Jean Louis) Thierry (bis 1840), * 5. März 1792 in Hannover – † 5. Juli 1847 in Dockenhuden

Familie von Reventlow
- Theodor Graf von Reventlow (ab 1840), * 19. Juli 1801 in Christiansholm bei Kopenhagen – † 4. Februar 1873 in Jersbek
- Theodor Graf von Reventlow („Dodel“), * 8. März 1870 in Jersbek – † 5. August 1938 in Wiesbaden
- dessen Witwe Elisabeth (Elly) Gräfin von Reventlow geb. Stein, * 12. September 1875 in Köln – † 11. März 1960 auf Altenhof

Familie von Bethmann Hollweg
- Cay Friedrich Theobald von Bethmann Hollweg (ab 1960), * 14. Juni 1933 – † 7. Februar 1991
- Julius Ferdinand von Bethmann Hollweg, * 7. Mai 1977

## Baulichkeiten

### Herrenhaus, Torhaus und Hof

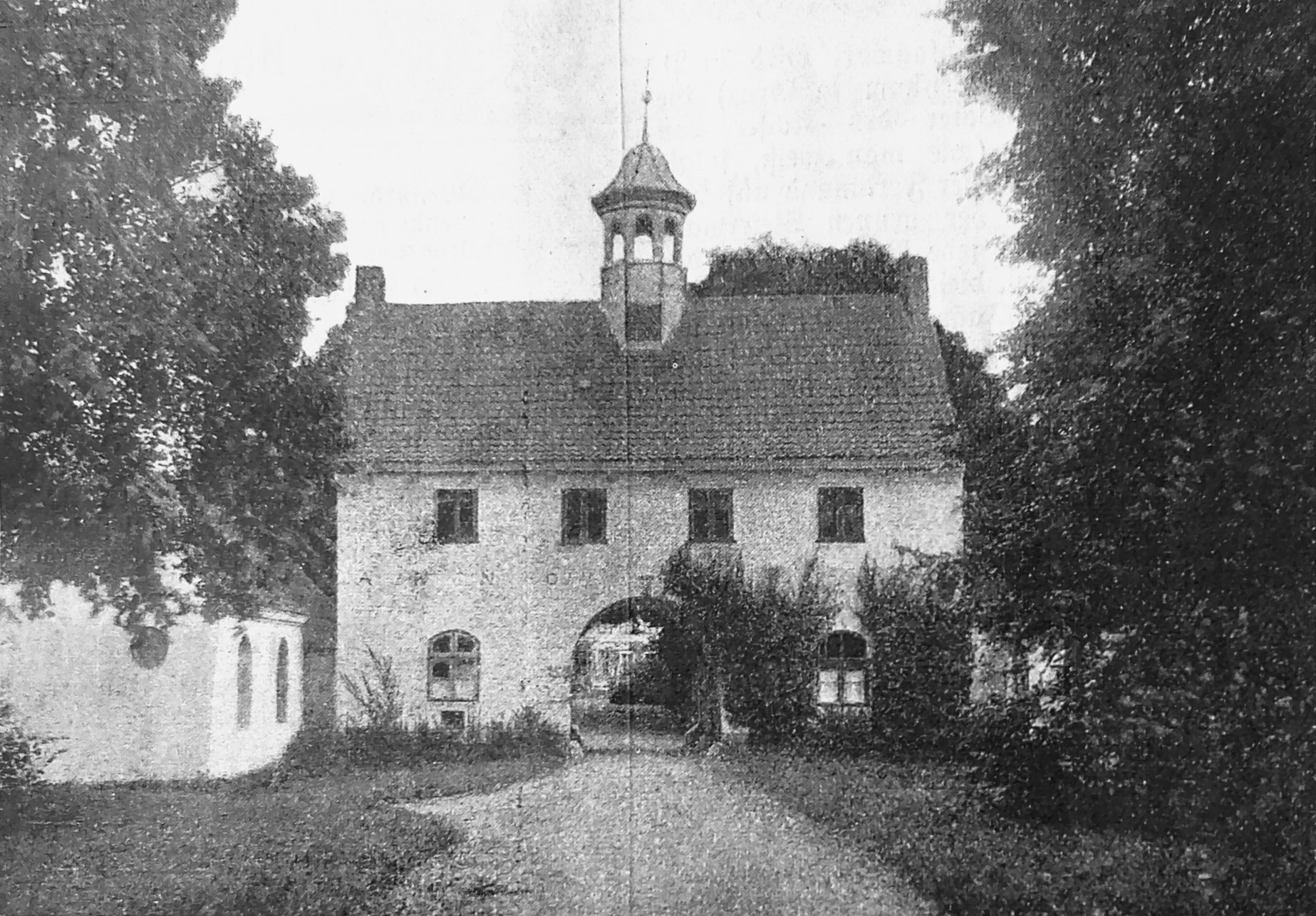
Torauffahrt (1906)

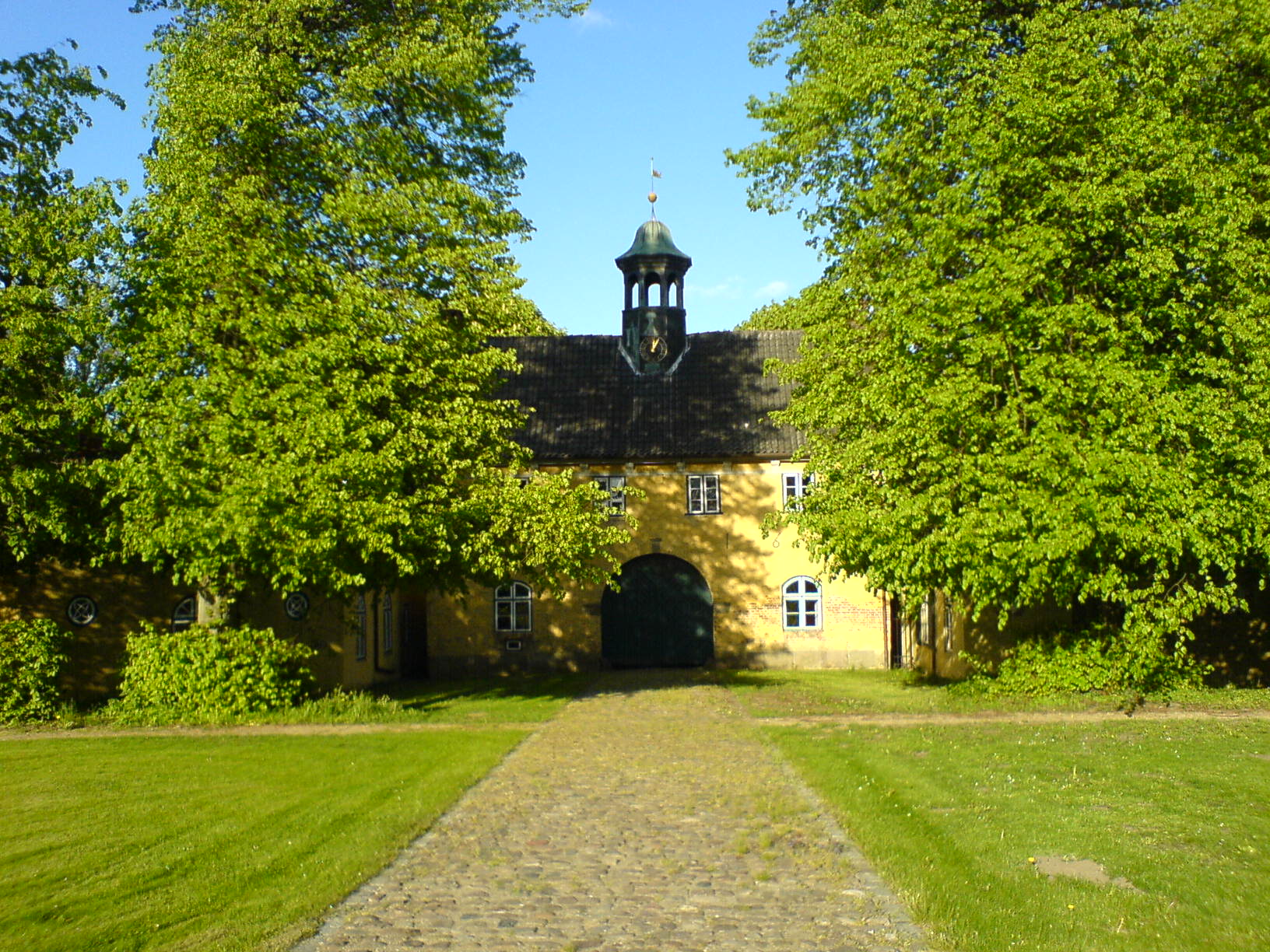
Das Torhaus von Jersbek

Das heutige Herrenhaus von Jersbek wurde in den Jahren 1617 bis 1620 durch Jasper von Buchwald errichtet, der Ausbau und die Fertigstellung erfolgten erst durch seinen Sohn Hans Adolph. Das auf einer Insel hinter dem Wirtschaftshof liegende Jersbeker Herrenhaus steht ganz in der Tradition der holsteinischen Gutshäuser der Renaissance. Zu dieser Zeit hatte sich als bevorzugte Bauform das so genannte Mehrfachhaus durchgesetzt, wobei mehrere einzelne Häuser mit jeweils eigenem Satteldach der Länge nach nebeneinander gestellt wurden. Weitere typische Vertreter dieser Doppel- und Dreifachhäuser finden sich beispielsweise bei den Herrenhäusern von Gut Wensin, Nütschau oder im bekannten Schloss Ahrensburg. Das zweigeschossige Doppelhaus von Jersbek wurde in Fachwerk errichtet und verputzt. Eine Bauzutat späterer Zeit sind der kleine pavillonartige Turm der Hofseite und der im rechten Winkel angefügte Flügel zur Gartenseite. Der Bauschmuck ist recht einfach gehalten, lediglich unter den Traufen finden sich schmale Friese und das Portal ist mit zierlichen Pilastern betont. Das seit 1986 unter Denkmalschutz stehende Herrenhaus befindet sich in Privatbesitz und ist nicht öffentlich zugänglich.
Zum Hof der Gutsanlage führt das große Torhaus. Das auf einem Feldsteinsockel sitzende Gebäude mit dem kleinen Dachreiter kündet in großen, schmiedeeisernen Ziffern von seinem Erbauungsjahr 1678. Links fügt sich im Hof ein großer Wirtschaftsbau aus dem Jahr 1761 an. In Sichtweite des Guts befindet sich ein historischer Eiskeller von 1737.

### Der Barockpark in Jersbek

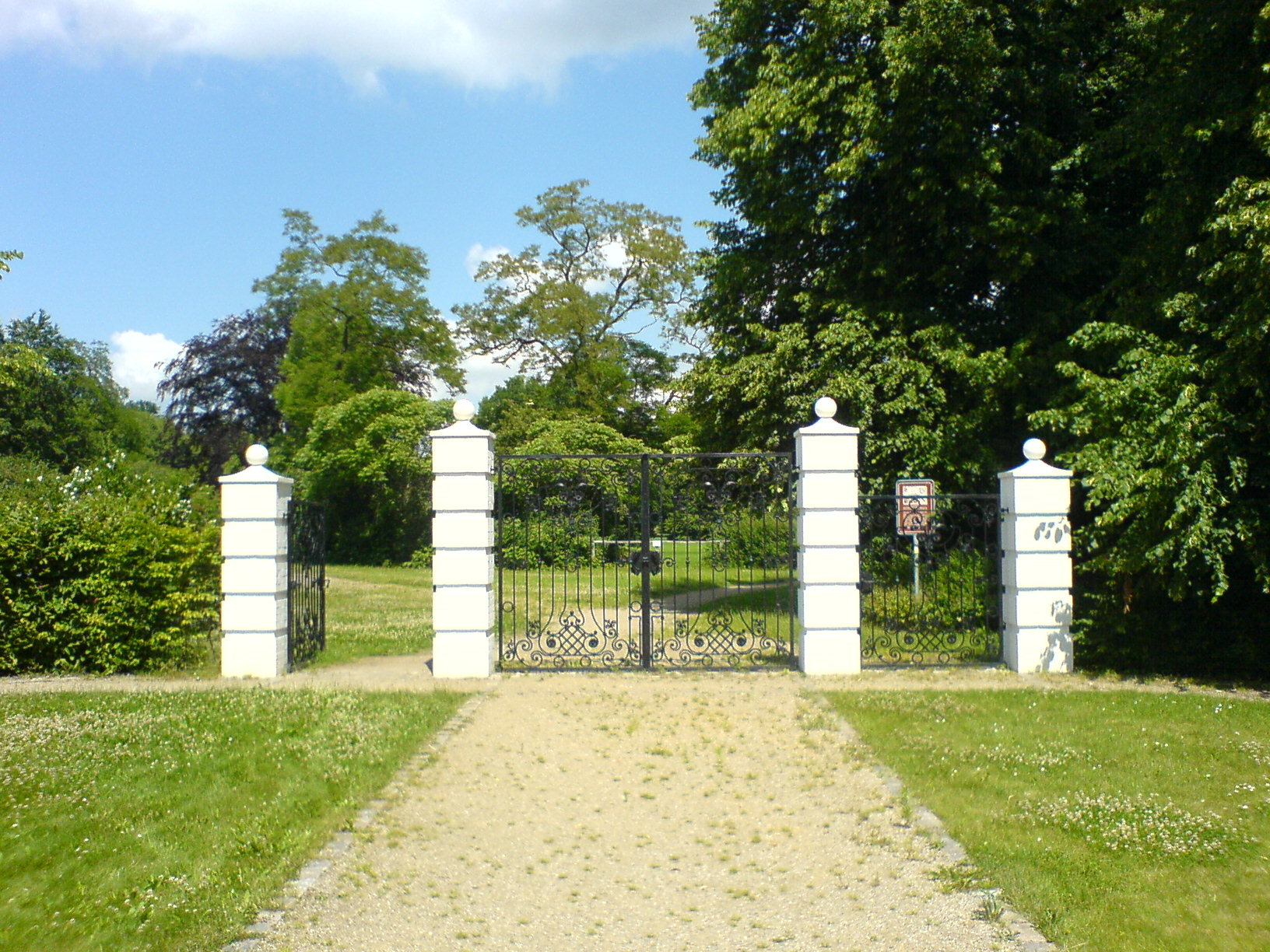
Das Tor zum ehemaligen Barockgarten

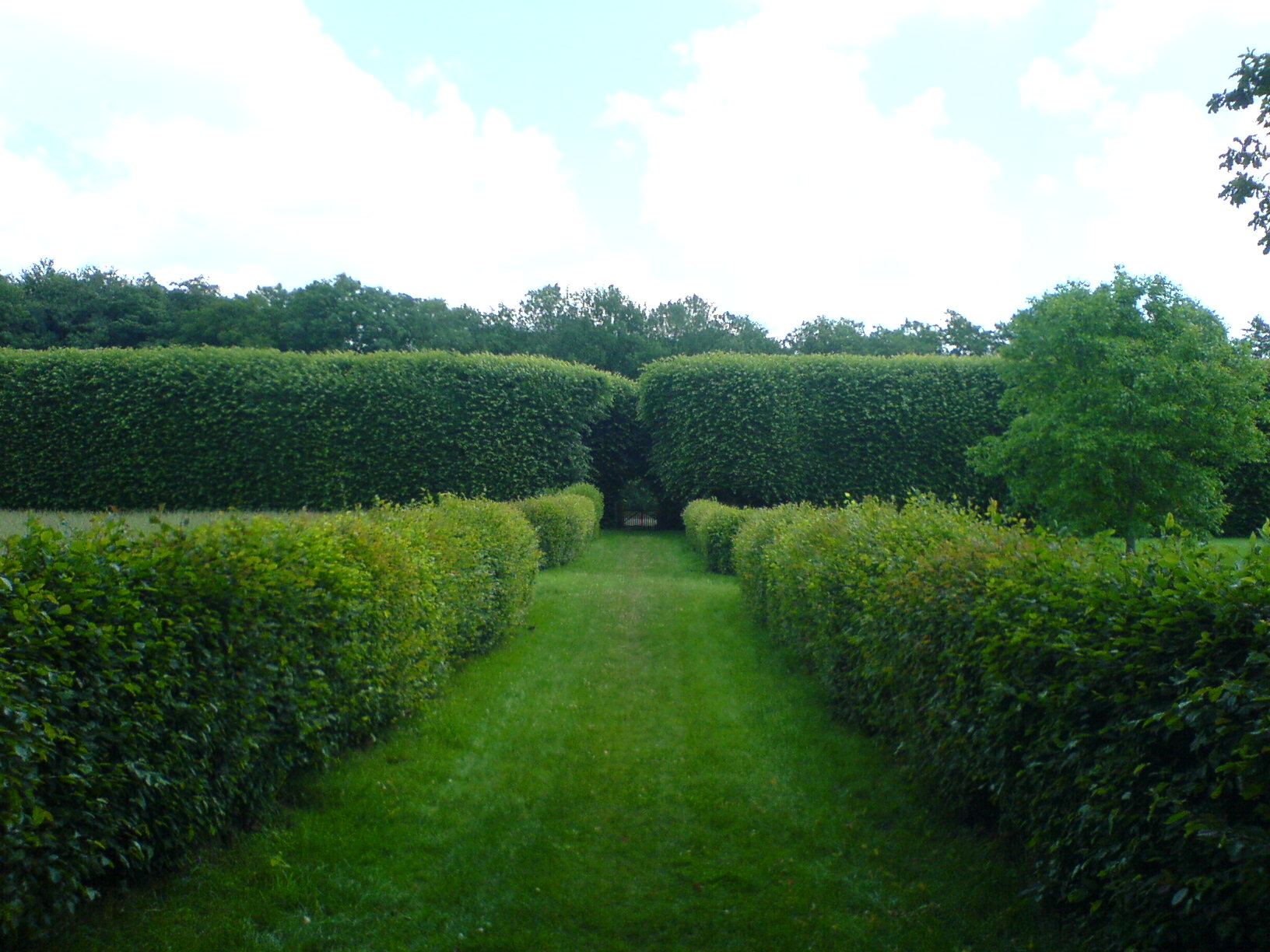
Kreuzung von großem und kleinem Heckengang

#### Entstehung
Die Güter Jersbek und Stegen gerieten 1705 durch Heirat und Erbschaft an Benedikt von Ahlefeldt. Der ehemalige Klosterpropst von Uetersen und zeitweilige Intendant der Hamburger Oper war ein Mensch seiner Epoche: ein Mäzen, kunstsinnig und mit einem ausgeprägten Repräsentationsbewusstsein ausgestattet. Von Ahlefeldt, dem das alte Gut mit seinen einfachen Gartenanlagen zu bescheiden war, ließ von 1726 bis 1740 einen zeitgemäßen Garten anlegen, der damals zu den größten und schönsten Barockparks in Schleswig-Holstein zählte.
Benedikt von Ahlefeldt arbeitete selbst an den Plänen für den neuen Garten mit. Als weiterer Mithelfer wird in zeitgenössischen Dokumenten Jacob Fabris genannt, der an der Hamburger Oper als Bühnenbildner angestellt war. Der Garten wurde in einem schrägen Winkel zur Insel mit dem Herrenhaus angelegt. Vor dem Torhaus entstand ein gepflasterter runder Platz, der durch ein – heute in Teilen restauriertes – schmiedeeisernes Tor den Eingang zu dem neuen Park bildete. Warum der Garten nicht, wie für Barockanlagen üblich, auf das Herrenhaus ausgerichtet wurde, kann nur vermutet werden: möglicherweise ist der breite Graben um die Insel ausschlaggebend gewesen. vielleicht war auch das bei Beginn der Arbeiten am Park über 100 Jahre alte Haus dem Bauherren nicht mehr repräsentativ genug. Um den Park dennoch mit einem zentralen Bau zu krönen, wurde direkt hinter dem Tor ein kleines Lustschlösschen errichtet, von dem die Sichtachse weg führte und um das die symmetrischen Parkbereiche gegliedert wurden. Vor dem Herrenhaus befinden sich noch heute Skulpturen, die einst den kleinen Pavillon schmückten.
Der Park selber wurde bestimmt durch eine große Fläche in der Mitte, welche die Broderieparterres und verschiedene Wasserbassins aufnahm; diesem folgte ein durch Boskette gegliederter Bereich. Die gesamte Anlage wurde umrahmt von doppel- und vierreihigen Lindenalleen, die am Ende des Parks geradeaus in den Horizont und den Waldbereich führten. Der rechteckige Park war links und rechts des formalen mittleren Bereichs mit großen Heckengängen gestaltet, welche die Seitenflächen in weitere Boskette unterteilte; dabei waren die linken Abschnitte für eine landwirtschaftliche Nutzung ausgelegt.

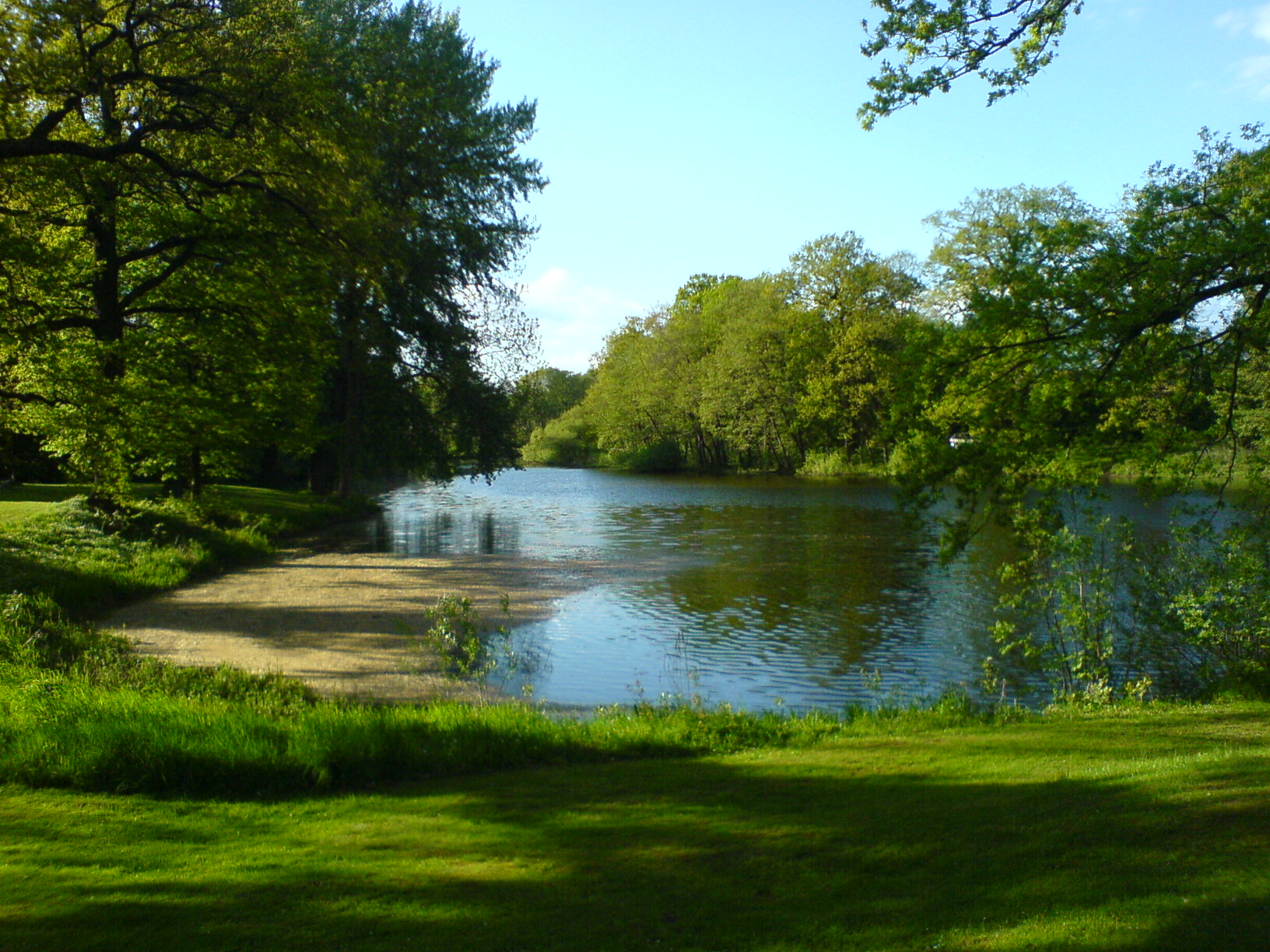
Der zum See aufgestaute Graben des Herrenhauses

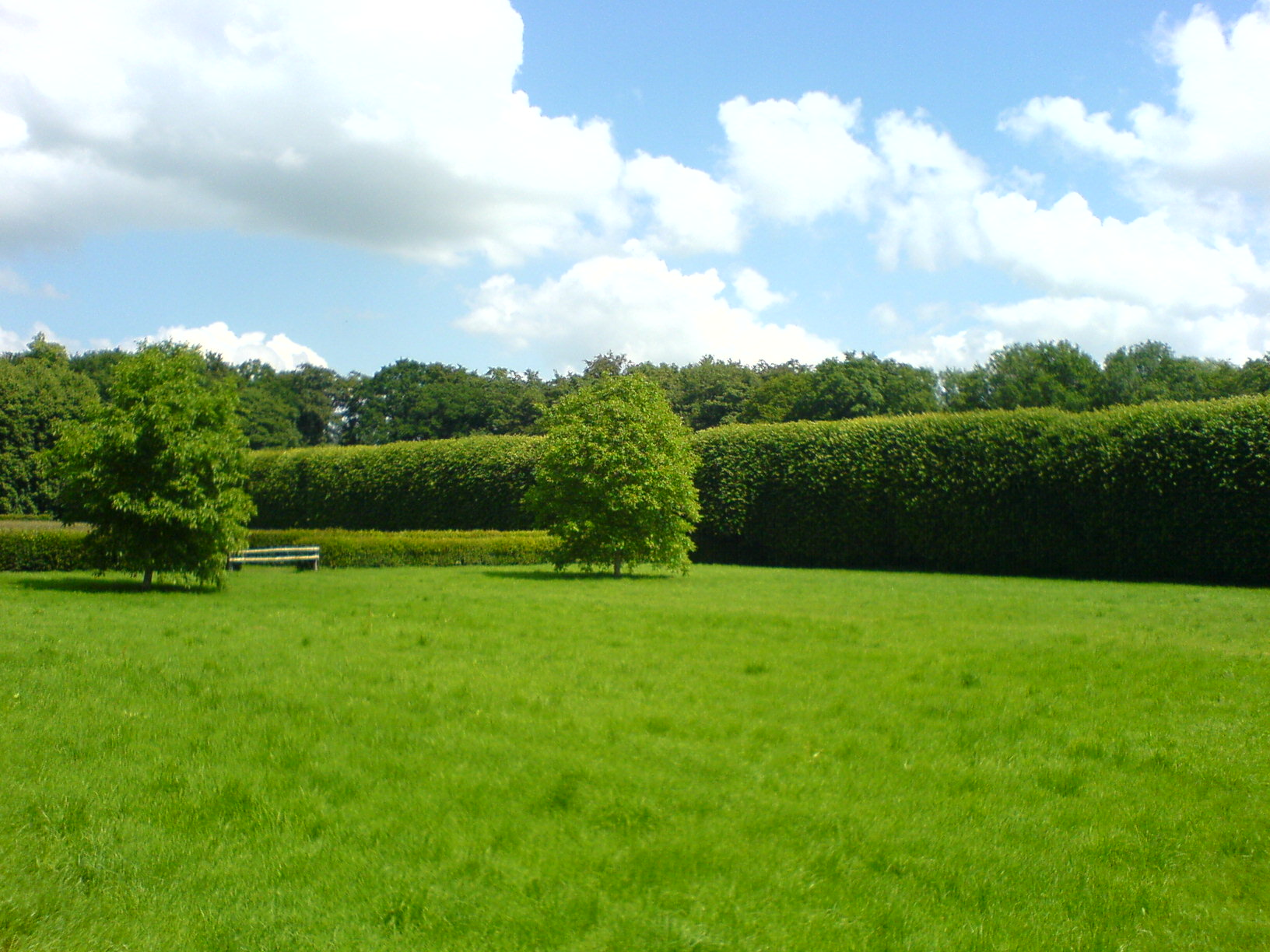
Blick über eines der ehemaligen Boskette auf den großen Heckengang

#### Umgestaltung
Das Bauprojekt Benedikt von Ahlefeldts forderte zwar erhebliche finanzielle Mittel, dennoch ist nachweislich die Annahme falsch, dass „seine große Prachtliebe und Freigebigkeit … allmählich seine zuerst glänzenden Vermögensverhältnisse“ zerrüttet hätten. Erst die von seinem Sohn und seinem Enkel angehäuften Schulden führten dazu, dass die Güter 1774 verkauft werden mussten. In der Folgezeit konnte man sich den teuren Unterhalt für einen gepflegten Barockgarten, der gestutzt, beschnitten, gemäht und bepflanzt werden musste, nicht mehr leisten; zudem geriet diese Gartenform ab der zweiten Hälfte des 18. Jahrhunderts außer Mode. Die Pflege der alten Barockdekoration wurde vernachlässigt und schließlich aufgegeben. Später wurden auf den Flächen der früheren Broderieparterres einzelne, teilweise exotische Bäume gepflanzt, die dem Garten das Gepräge eines Englischen Landschaftsparks verliehen. Zusammen mit dem Waldbereich – in dem einer der Vorbesitzer, Paschen von Cossel zur letzten Ruhe gebettet wurde – und dem zu Graben und See aufgestauten Bunsbach um das Herrenhaus vermittelt der Garten diesen Eindruck noch heute.

#### Der Park heute
Der Barockpark ist in Rudimenten erhalten, auch wenn die prächtigen Dekorationen eines solchen Gartens nicht mehr vorhanden sind. Man erkennt noch immer die früheren Sichtachsen, die Flächen, die einst zum Lustwandeln anregten und die Aufteilung in Parterre- und Boskettbereich und den anschließenden Wald. Ein Rondell aus kleinen Linden, das damals angelegt wurde, ist mittlerweile zu einem Kreis aus großen Bäumen herangewachsen und ein noch immer vorhandener Heckengang erinnert an die vormalige Gestalt des Gartens. Auf den großen Wiesenflächen blühen im Frühjahr tausende Schlüsselblumen und Buschwindröschen.
Der Jersbeker Park gehört zu den wenigen erhaltenen Gutsgärten Schleswig-Holsteins aus der Barockzeit. Er ist ein Natur- und Kunstdenkmal ersten Ranges in der Region. Der großzügige, seit 1986 unter Denkmalschutz stehende Park ist zugänglich und wird sogar im Rahmen von Führungen dem interessierten Besucher erklärt.

### Monografien
- Curt Davids: Chronik des alten Gutsbezirks Jersbek-Stegen. Verlag Meyer, Hamburg 1954.
- Georg Dehio (Begr.), Sibylle Badstübner (Bearb.): Handbuch der Deutschen Kunstdenkmäler. 2. Aufl. Deutscher Kunstverlag, München 1994, ISBN 3-422-03038-7.
- Hermann Heitmann: Die Güter Jersbek und Stegen. Selbstverlag, Jersbek 1954.
- Burkhard von Hennigs: Der Jersbeker Garten im Spiegel von Stichen und Zeichnungen aus dem 18. Jahrhundert. Ein Beitrag zur Geschichte des Jersbeker Barockgartens. Wachholtz, Neumünster 1985, ISBN 3-529-07116-1 (Stormarner Hefte 11).

- Deert Lafrenz: Gutshöfe und Herrenhäuser in Schleswig-Holstein. Herausgegeben vom Landesamt für Denkmalpflege Schleswig-Holstein, 2015, Michael Imhof Verlag Petersberg, 2. Auflage, ISBN 978-3-86568-971-9, S. 267.
- Axel Lohr: Die Geschichte des Gutes Jersbek von 1588 bis zur Gegenwart. Wachholtz, Neumünster 2007, ISBN 978-3-529-07129-4 (Stormarner Hefte 24. Zugl. Dissertation, Universität Hamburg 2007).
- Hans Maresch, Doris Maresch: Schleswig-Holsteins Schlösser, Herrenhäuser und Palais. Husumer VG, Husum 2006, ISBN 3-89876-278-5.

### Aufsätze
- Burkhard von Hennigs: Der Eiskeller des Gutes Jersbek. In: Die Heimat. Wachholtz, Neumünster 1985, 92. Jg. Heft 6/7, S. 206–214.
- Burkhard von Hennigs: Jersbek. In: Adrian von Buttlar, Margita M. Meyer (Hrsg.): Historische Gärten in Schleswig-Holstein. Boyens Verlag, Heide 1996, ISBN 3-8042-0790-1, S. 328–337.
- Burkhard von Hennigs: Das Portal des Herrenhauses zu Jersbek. In: Jahrbuch für den Kreis Stormarn 1985. Husumer VG, Husum 1985, Bd. 3, S. 34–35.
- Burkhard von Hennigs: Die Sanierung der Alleen im Jersbeker Park. In: Die Gartenkunst 3 (1/1991), S. 150–156.
- Burkhard von Hennigs: 400 Jahre Gut und Gemeinde Jersbek 1588–1988. In: Jahrbuch für den Kreis Stormarn 1989. Hamburg 1988, S. 84–102 und Jahrbuch für den Kreis Stormarn 1990, Hamburg 1989, S. 13–26.